# Consorcio de Transportes de Bizkaia
El Consorcio de Transportes de Bizkaia (CTB; en euskera: Bizkaiko Garraio Partzuergoa) es una institución pública vizcaína, responsable de coordinar gran parte del transporte público de viajeros de Bilbao y toda Vizcaya. Para ello, busca la progresiva integración de los diferentes operadores e instituciones que lo gestionan. Asimismo, lidera la planificación y construcción del proyecto del Ferrocarril Metropolitano de Bilbao, y participa de su explotación mediante la sociedad Metro Bilbao.
Se creó en 1975 como entidad local con personalidad jurídica propia e independiente de las entidades consorciadas: Gobierno Vasco, la Diputación Foral de Vizcaya, el Ayuntamiento de Bilbao y otros ayuntamientos a los que afecta el paso del metro. 
El Gobierno Vasco y la Diputación Foral de Vizcaya lo financian al 50 %.

## Zonificación común
El territorio de Vizcaya está dividido en cinco zonas tarifarias con forma de coronas circulares identificadas con los números del 1 al 5. El municipio de Bilbao constituye la zona 1. Partiendo de Bilbao y de forma concéntrica están constituidas las otras cuatro zonas.

## Billetes consorciados
Como parte de su labor coordinadora de los distintos operadores de servicios de transporte, el Consorcio comenzó a emitir, en el año 2000, el billete único Creditrans para facilitar el uso del transporte público de Vizcaya, en sustitución de los abonos independientes de autobús, funicular y ascensores ya existentes. En 2008 entró en funcionamiento el billete bonificado Gizatrans, y un año más tarde se incluyó en la lista de billetes consorciados el Hirukotrans.
En septiembre de 2011 se presenta el Proyecto para la implantación de la tarjeta sin contacto Barik en la red de transporte público de Bizkaia, como paso previo a la implantación de dicho billete sin contacto, que actualmente se encuentra bien implementado, y ha sustituido a los anteriores títulos en formato papel. Actualmente, los títulos Creditrans, Gizatrans e Hirukotrans son "monederos cargables" en dichas tarjetas.

### Tabla de utilización de billetes consorciados
|                                        | Barik Giza               | Barik Kide personalizada | Barik Kide Anónima     |
| -------------------------------------- | ------------------------ | ------------------------ | ---------------------- |
| Ferrocarriles                          |                          |                          |                        |
| Metro Bilbao                           | ‡ L1, L2                 | ‡ L1, L2                 | L1, L2                 |
| Renfe Cercanías                        |                          | C1, C2, C3, C4, R3b      | C1, C2, C3, C4, R3b    |
| Euskotren Trena                        | ‡ L3, E1, E2, E3, E4, FE | ‡ L3, E1, E2, E3, E4, FE | L3, E1, E2, E3, E4, FE |
| Euskotren Tranbia                      | ‡ A                      | ‡ A                      | A                      |
| Autobuses                              |                          |                          |                        |
| Bizkaibus                              | ‡                        | ‡                        |                        |
| Bilbobus                               | ‡                        | ‡                        |                        |
| Kbus (Baracaldo)                       |                          |                          |                        |
| Etxebarri Bus                          |                          |                          |                        |
| E! Busa (Erandio)                      |                          |                          |                        |
| Auzobusa (Amorebieta-Echano)           |                          |                          |                        |
| Sopelbus                               |                          |                          |                        |
| Lejoan Busa (Lejona)                   |                          |                          |                        |
| Cable y otros                          |                          |                          |                        |
| Puente de Vizcaya                      |                          |                          |                        |
| Funicular de Archanda                  | ‡                        | ‡                        |                        |
| Funicular de Larreineta                | ‡                        | ‡                        |                        |
| Ascensor de Ereaga                     |                          |                          |                        |
| Bizimeta (Alquiler de bicis en Uribe)  |                          |                          |                        |
| Aparcamientos disuasorios Metro Bilbao |                          |                          |                        |

 = No admitido.

 = Admite los títulos monedero Barik con descuento de Familia Numerosa.

 = Admite los títulos monedero Barik sin descuento de Familia Numerosa

‡ = Admite algunos títulos temporales multimodales.

## Creditrans

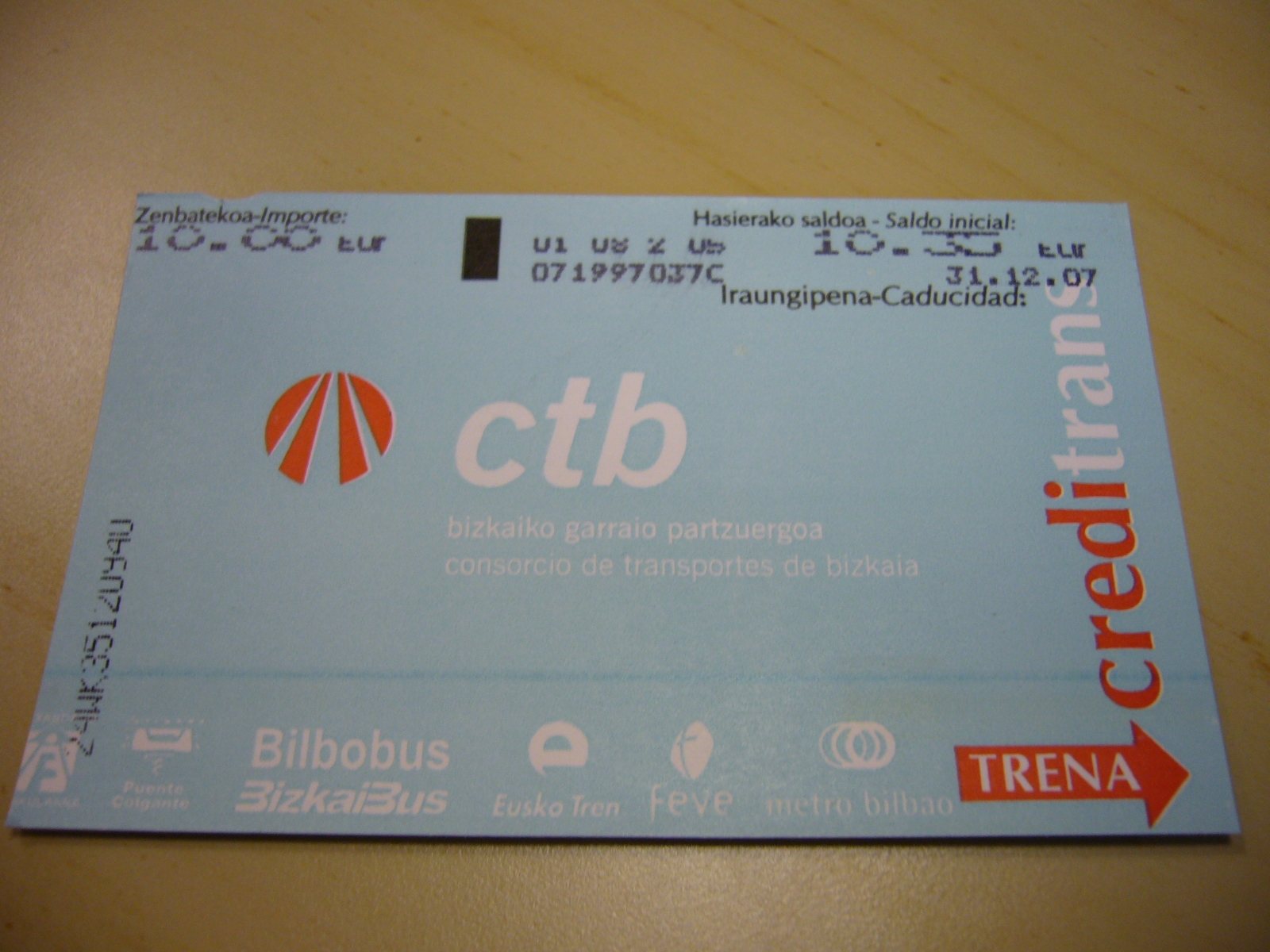
Antigua tarjeta Creditrans, ya sustituida por Barik.

El Creditrans, en su forma original, fue una tarjeta impresa en cartulina, dotada con una pequeña banda magnética, y con un crédito fijo, que funcionaba como un título de viaje válido para las empresas de transporte urbano del área metropolitana de Bilbao y Vizcaya que estuvieran adheridas y aceptaran su uso. Desde entonces, ha supuesto una efectiva manera de ahorrar para los viajeros frecuentes, ya que aplica un descuento sobre el precio del billete de un viaje, además de un descuento del 20% del total del trayecto (de la suma de las dos etapas) en los transbordos entre operadores que componen la red. Se podía adquirir precargado con saldos de 5€, 10€ y 15€ (1000, 1500 y 2000 pesetas, en sus comienzos). En 2007 se registraron más de 100.000.000 de viajes en los que se usó Creditrans. 

### El formato billete
Para abonar el importe, se debía introducir la tarjeta en las canceladoras que había en las estaciones o dentro de los buses, siguiendo la dirección de las flechas impresas, y con el lado apropiado visible para el usuario (de cara a él) en el momento de uso; el reverso "BUS" correspondía a autobuses, ascensores, funiculares y Puente Colgante, y el anverso "TRENA", a ferrocarriles. 
Por el lado contrario a la introducción (anverso en el caso de los servicios "BUS", o el reverso en los servicios "TRENA") se imprimía, en orden, la información del viaje: operador, fecha (día, mes, hora), estación de inicio y crédito remanente. En el caso de los ferrocarriles de múltiples estaciones (EuskoTren, Metro Bilbao,...), al ser necesario cancelar el billete a la entrada y a la salida de las mismas, esta información se imprimía en dos fases, especificándose el saldo disponible en la impresión de salida, al finalizar el trayecto. En autobuses, sin embargo, el cobro y la impresión se hacían en la misma entrada, habiéndose de especificar en la canceladora, si fuera necesario, la zona de destino; esto cambió con la implementación de las Tarjetas Barik, cuando se instalaron canceladoras de salida en los autobuses.

#### Algunas fechas de implementación del billete

##### Autobuses
- Bizkaibus (autobuses interurbanos de Vizcaya), desde el 7 de marzo de 2001.

- Bilbobus (autobuses urbanos de Bilbao), desde el 7 de marzo de 2001.

- E! busa (autobuses urbanos de Erandio), desde el 25 de mayo de 2009.

##### Ferrocarriles
- Metro Bilbao, desde el 7 de marzo de 2001.

- Funicular de Archanda, Bilbao, desde el 7 de marzo de 2001.

- Euskotren Tranbia, Tranvía de Bilbao, desde el 18 de diciembre de 2002 (inauguración).

- Euskotren Trena, Línea 5: Funicular de Larreineta, desde el 14 de abril de 2005.

- Feve, desde el 20 de junio de 2006 (integrado en la tarifa de Renfe el 17 de julio de 2023).

- Renfe Cercanías Bilbao, desde el 1 de julio de 2010.

##### Otros
- Puente de Vizcaya, desde el 20 de mayo de 2002.

### Integración en la Tarjeta Barik
Desde la aparición de la tarjeta sin contacto, el título Creditrans es el título por defecto de las tarjetas Kide anónimas.

### Transportes no integrados
Solamente quedan por adherirse a la tarjeta Barik los ascensores gestionados por el Gobierno Vasco y que son de pago (Ascensor de Solocoeche y Ascensor de Arangoiti), y los botes con servicio regular que cruzan la ría del Nervión (Las Arenas-Portugalete y Erandio-Baracaldo).

## Gizatrans
El 21 de enero de 2008 se puso en funcionamiento el billete Gizatrans, por entonces una tarjeta de aspecto similar al de Creditrans (de color rojo), dirigido a personas mayores de 65 años, con discapacidad superior o igual al 65%, y/o con incapacidad permanente, absoluta o gran invalidez. De este modo, funciona igual que el Creditrans, en los mismos servicios (aunque hubo ciertas excepciones, así como servicios extra), pero con mayores descuentos. Para utilizar dicho título es necesario poseer un carné válido que acredite el permiso adecuado; hoy en día, al estar integrado en las Tarjetas Barik Giza, que son personalizadas per se, el mismo soporte hace de carné, aunque antaño fue necesario poseer y presentar un Carné Giza junto con el billete, expedido por el CTB.

## Hirukotrans
El billete Hirukotrans, vigente desde el 1 de enero de 2009, también fue una tarjeta similar al Creditrans y al Gizatrans, dirigida a las familias numerosas. Dependiendo de la categoría de familia numerosa (General o Especial) el título aplica un descuento del 20% o el 50% respectivamente, sobre el precio que correspondería al Creditrans. Al igual que el Gizatrans, el Hirukotrans requiere estar acompañado de un carnet que dé derecho a comprar y utilizar dicho billete. 
Se ha podido utilizar, siempre, en los mismos transportes públicos en los que se admite el título Creditrans, sin excepciones. Los transportes que se fueron uniendo al billete Creditrans se unieron también al Hirukotrans. Esto se aplica de forma exactamente igual a la situación actual, en la que Hirukotrans, como los anteriores, está integrado en las Tarjetas Barik personalizadas.

## Mensual Gazte
Se estudió la implantación del carnet Gaztetrans, similar Creditrans, Gizatrans e Hirukotrans, pero en este caso dirigido a los jóvenes, que así podrán comprar una tarjeta similar a la actual tarjeta Creditrans, pero a precio reducido.
El 21 de septiembre de 2006, todos los partidos políticos en las Juntas Generales de Vizcaya pidieron por unanimidad la implantación de este billete. No obstante, el Consorcio de Transportes decidió, finalmente, no implantarlo.
El 13 de junio de 2014 se presentó finalmente el nuevo título de transporte "Gaztetrans" llamado Mensual Gazte para jóvenes menores de 26 años empadronados en el territorio histórico. Este empezó a funcionar el 21 de julio en Metro Bilbao y Bizkaibus para ser posteriormente ampliado su uso a Bilbobus y Funicular de Archanda. A diferencia de otros títulos no es un título monedero sino un título mensual que solo vale para un solo operador.
El marzo de 2017 es sustituido por los temporales multimodales.

## Temporales multimodales
Desde marzo de 2017 están disponibles los siguientes títulos multimodales:
- Bidai 50 o 70: Válido para realizar 50 y 70 viajes respectivamente en 30 días consecutivos, a contar desde la fecha de inicio de validez. Válido en Metro Bilbao, Euskotren, Tranvía de Bilbao y Funicular de Larreineta.
- Bidai Oro: Válido para realizar viajes ilimitados en 30 días consecutivos, a contar desde su fecha de inicio de validez. Válido en Metro Bilbao, Euskotren, Tranvía de Bilbao y Funicular de Larreineta.
- Gazte 70: Válido para menores de 26 años empadronados en Vizcaya. Válido para realizar 70 viajes en 30 días consecutivos, a contar desde la fecha de inicio de validez. Válido en Metro Bilbao, Euskotren, Tranvía de Bilbao, Bizkaibus y Funicular de Larreineta.
- Gazte Oro: Válido para menores de 26 años empadronados en Vizcaya. Válido para realizar viajes ilimitados en 30 días consecutivos, a contar desde su fecha de inicio de validez. Válido en Metro Bilbao, Euskotren, Tranvía de Bilbao, Bizkaibus y Funicular de Larreineta.
- Gazte Bilbao: En vigor hasta enero de 2024. También llamado Gazte Bio o gzbio, propiedad del Ayuntamiento de Bilbao. Orientado a los menores de 26 años empadronados en Vizcaya para realizar viajes ilimitados en 30 días consecutivos, a contar desde su fecha de inicio de validez. Válido en Bilbobus y el Funicular de Archanda.

La introducción de estos títulos acarreó una gran controversia debido al aumento de algunas tarifas ya que estos nuevos títulos sustituían a algunos de los mensuales comercializados por los operadores.

## Tarjeta Barik

Barik Kide anónima

Barik Kide personalizada

Barik Giza

Reverso de la tarjeta

La Tarjeta Barik es una tarjeta sin contacto prepago recargable usada en los transportes públicos de Vizcaya (metro, autobuses, ferrocarriles, funiculares, ascensores, tranvía, Puente de Vizcaya y algunos botes de pasaje), aparcamientos disuasorios y préstamo de bicicletas en algunos municipios (ver Tabla de utilización de billetes consorciados). Fue introducida en 2012 sustituyendo a los anteriores títulos de soporte de papel y banda magnética de transporte que ofrecía CTB así como a algunos títulos de operador.
El coste de adquisición de una tarjeta barik es de 3 €. Las tarjetas Barik caducan a los siete años de su compra.

### Títulos
La tarjeta Barik permite la carga de un título monedero y dos títulos temporales.

#### Títulos monedero
Los títulos monedero son títulos prepago de cuyo saldo se va reduciendo la tarifa de los viajes.  Son recargables y admiten un saldo máximo de 90 €. La recarga mínima admitida es de 5 €.
- Creditrans: El título por defecto.
- Gizatrans: El título de las tarjetas personalizadas Giza.

Los dos tipos de títulos monedero se diferencian únicamente en la tarifa que aplican los operadores dependiendo de las zonas recorridas.
Es posible el traspaso de saldo entre tarjetas en las Oficinas del Transporte Público de Vizcaya. Si la tarjeta estuviera caducada se dispone de un plazo máximo de 4 meses desde la fecha de caducidad.

#### Títulos temporales
La tarjeta permite recargar dos títulos temporales multimodales: Uno será el título activo mientras que el otro será un título de reserva. Este último es un título adquirido anticipadamente (hasta 4 días) que pasará a estar activo en la fecha seleccionada en el momento de la compra del título.

#### Compra o recarga de títulos
La compra de títulos temporales o la recarga de saldo puede hacerse en las máquinas expendedoras situadas en las estaciones de metro, ferrocarriles y tranvía, cabinas de Bilbobus y Bizkaibus, comercios identificados con el logo de barik, taquillas de funiculares, a través de la página web del Consorcio, o con la app Barik NFC. No existe límite de recargas de saldo o renovaciones de títulos mensuales.
En caso de cometer una equivocación al recargar la tarjeta, es posible anular la última recarga en el punto en el que se efectuó la recarga o en las Oficinas del Transporte Público de Vizcaya, siempre que no se haya usado la tarjeta después de la recarga. El plazo máximo para la anulación puede variar desde los 15 minutos (puntos de recarga atendidos) hasta dos días (en algunas Oficinas del Transporte Público de Vizcaya y si no es un error del usuario).

### Tipos de tarjeta
Existen dos tipos de tarjeta Barik:

#### Anónimas
La tarjetas anónimas se pueden adquirir en las máquinas expendedoras de Metro Bilbao y Renfe, cabinas de Bilbobus y Bizkaibus, comercios identificados con el logo de barik y taquillas de funiculares. Se venden con un título Creditrans activo, que es el único título que es posible cargar en las tarjetas anónimas.
Permite viajar juntas hasta 10 personas con la misma tarjeta.
Existe la posibilidad de registrar la tarjeta anónima (sin necesariamente convertirla a personalizada) permitiendo recuperar el saldo en caso de extravío o robo. El registro de las tarjetas anónimas o la personalización (conversión a nominativa, con fotografía) se realiza en las Oficinas del Transporte Público de Vizcaya.

#### Personalizada
Es una tarjeta nominativa (con la fotografía del usuario) e intransferible. Al ser intransferible, no permite viajar varias personas juntas.
Existen dos tipos de tarjetas personalizadas:
- Kide (blancas) destinadas al público general. Admite la recarga de títulos Creditrans o Hirukotrans así como temporales multimodales.
- Giza (rojas) destinadas a los mayores de 65 años y a personas inválidas o con minusvalías. Admite la recarga de títulos Gizatrans así como temporales multimodales.

Las tarjetas personalizadas son expedidas exclusivamente en las Oficinas del Transporte Público de Vizcaya. 

##### Condiciones especiales y bonificaciones
Las tarjetas personalizadas ofrecen bonificaciones acumulables sobre los precios regulares de los títulos monedero y temporales para las personas usuarias que cumplan unas condiciones especiales:
- Perfil Ume: Menores de 12 años, con total gratuidad en el transporte público vasco.

- Perfil Gazte: Menores de 26 años empadronados en Vizcaya.
- Perfil Giza: Mayores de 65 años, o personas que acrediten invalidez absoluta o discapacidad superior al 65%.
- Perfil Familia numerosa: Personas que acrediten su condición de Familia Numerosa tanto de categoría General como Especial. Los medios de transporte podrán aplicar descuentos del 20% y 50% respectivamente.
- Perfil Bilbotrans: Propiedad del Ayuntamiento de Bilbao. Tarifa monedero bonificada del servicio Bilbobus.

### Abono del viaje

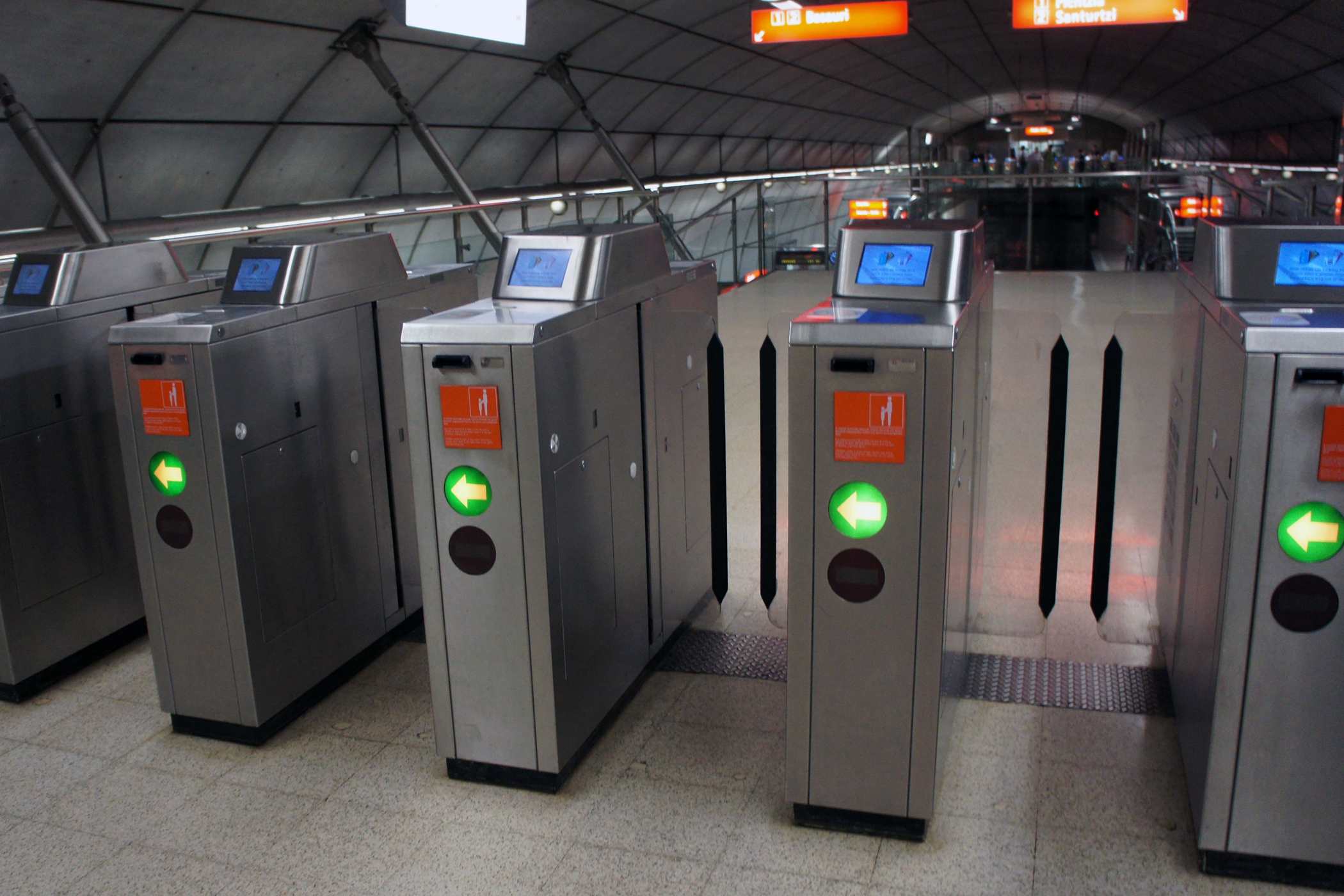
Canceladoras de Metro Bilbao: En la parte superior se sitúa la pantalla Barik, delante y en blanco el lector de tarjetas.

Los viajeros deberán acercar la tarjeta a los lectores identificados con el logo de barik. La tecnología permite que la tarjeta se lea a cierta distancia del lector, por lo que no se requiere contacto físico pudiendo validarse estando la tarjeta dentro de la cartera o el bolso, si se sitúa adecuadamente. Si la validación ha sido correcta se escuchará un pitido y un indicador visual (una luz verde o un mensaje en la pantalla). Los lectores pueden indicar un error si detectan varias tarjetas compatibles con la tecnología sin contacto. Una pantalla informa del saldo tras la validación.
Para viajar varias personas juntas (modalidad válida únicamente para las tarjetas anónimas), los viajeros deberán validar la tarjeta y pasarla al siguiente viajero que deberá validar validar la tarjeta.
Las validadoras se sitúan:
- Metro Bilbao y ferrocarriles: En los accesos a los andenes.
- Autobuses: A bordo junto al conductor. En Bizkaibus una segunda validadora se sitúa junto a la puerta trasera.
- Tranvía y funiculares: En los andenes.

Es obligatorio validar la tarjeta tanto en la entrada como en la salida en el Metro Bilbao, ferrocarriles y Bizkaibus. En la entrada será descontada la tarifa correspondiente a una zona y en la salida la diferencia de tarifas según el número de zonas recorridas. En el caso de que no se valide la salida o la entrada no es posible calcular el número de zonas recorridas y la tarifa. En la siguiente validación de la tarjeta se aplicará una penalización (regularización): Se descontará la tarifa correspondiente al viaje más largo en el medio de transporte en el que no se realizó una de las dos validaciones. En el caso de que el viaje se iniciara con un  título temporal multimodal, la regularización puede suponer el bloqueo del título temporal.
En los medios de transporte que tengan una tarifa fija, como autobuses urbanos, tranvía, ascensores o funiculares, será obligatorio validar la tarjeta únicamente al subir. Si se validara al bajar se cobraría un segundo viaje.
Algunos medios de transporte aplican un descuento por transbordo si se hacen dos viajes consecutivos con un intervalo de tiempo de menor a 45 minutos, o 90 minutos si es un viaje interurbano. El transbordo entre las líneas 1, 2 y 3 de Metro Bilbao en la estación intermodal de Casco Viejo con un intervalo de tiempo menor a 15 minutos se considera un único viaje.

#### Abono con el teléfono móvil
El CTB está poniendo en marcha una prueba piloto para virtualizar las tarjetas Barik.
Este sistema funcionará mediante una APP que permitirá al usuario abonar el viaje acercando su teléfono móvil a la canceladora.

### Informes

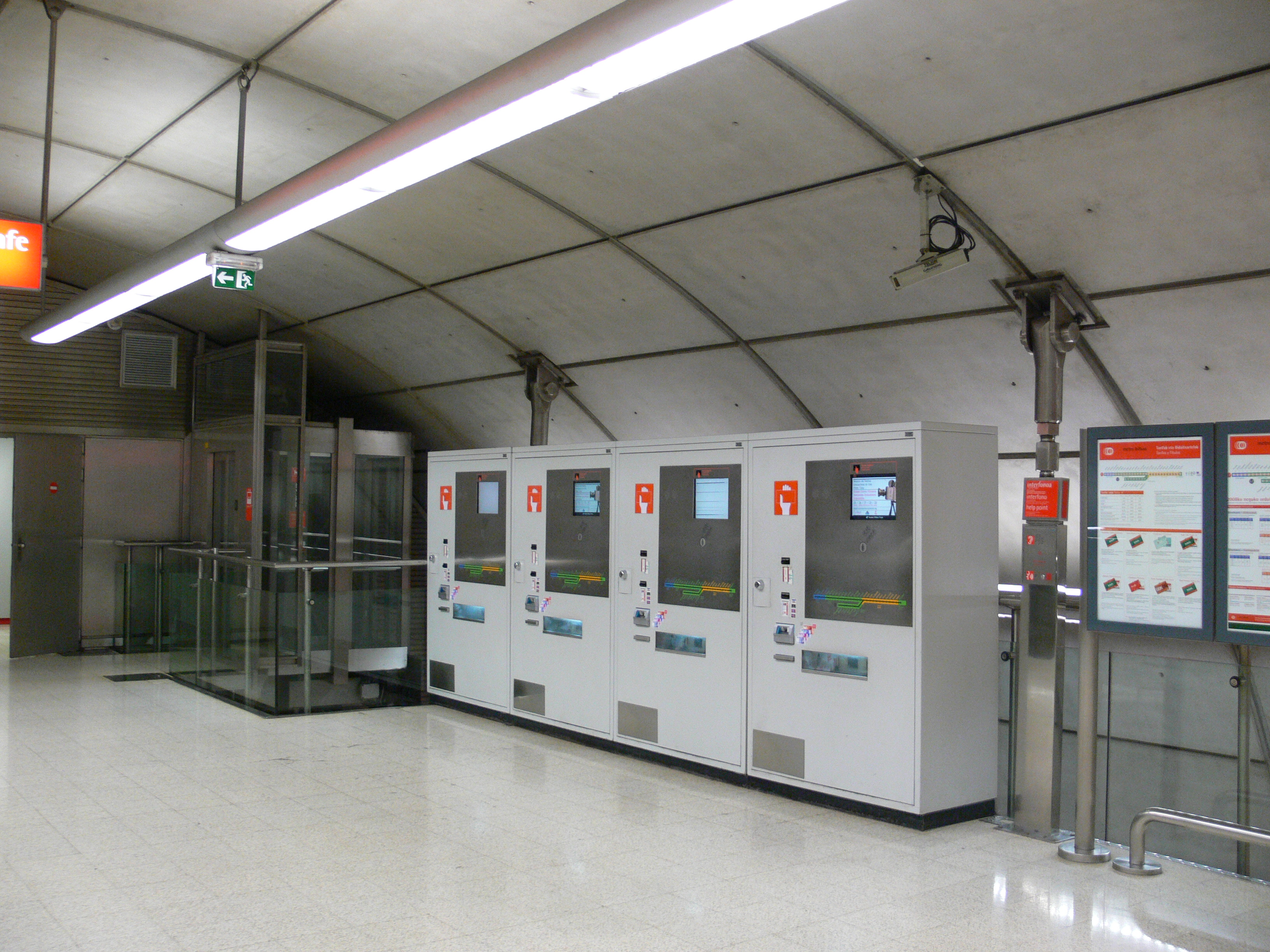
Máquinas expendedoras de Metro Bilbao

Las expendedoras situadas en las estaciones permiten consultar e imprimir la información de la tarjeta: Los títulos, el saldo, o un historial de los últimos 30 movimientos. La misma información puede consultarse con la app Barik NFC.
En Internet a través de mi barik (ver enlaces externos) de aquellas tarjetas anónimas registradas o personalizadas. Los datos podrían estar desactualizados con un retraso de hasta dos días. Además de la consulta de datos, mi barik permite la generación de facturas de las recargas realizadas. El servicio mi barik debe solicitarse en las Oficinas del Transporte Público de Vizcaya.
En los puntos de recarga atendidos como los comercios identificados con el logo de Barik o las taquillas de funiculares, el personal pueden informar al usuario de los títulos y el saldo.

### Popularidad
En marzo de 2014 se había superado el millón de tarjetas en circulación.
En 2014 se superaron los cien millones de usuarios.
En 2018 el 80% de los viajes en transporte público ya se abona con la Barik.

### Historia de la implantación

#### Prueba piloto
En 2004 se realiza una prueba piloto en la que la tarjeta Barik se pudo utilizar en ciertas estaciones y/o líneas de Metro Bilbao, Bilbobus y Bizkaibus, y las tarjetas se pudieron recargar en cajeros BBK y BBVA.
En la prueba se seleccionaron 650 personas, emitiéndose así 650 tarjetas. Estas se pudieron utilizar en las estaciones de Moyua, Areeta, Barakaldo y Sopelana de Metro Bilbao, en las líneas Munguía-Bilbao (por túneles de Archanda) y Bermeo-Munguía- UPV/EHU-Cruces/Gurutzeta de Bizkaibus, y en la línea San Adrián-San Ignacio de Bilbobus.
La prueba piloto tuvo una duración de seis meses, y fue considerada "un éxito" por parte del Consorcio de Transportes. No obstante, su implantación sufrió constantes retrasos, anunciándose inicialmente que sería introducida en 2006; más adelante se anunció la fecha de junio de 2009 y después se retrasó de nuevo a finales de 2010 o principios de 2011.
Finalmente, y tras cinco años de retrasos, en 2009 CTB sacaba a concurso el proyecto Barik.

#### Implantación definitiva
El día 29 de septiembre de 2011 comenzó la expedición de las primeras tarjetas Barik personalizadas. Desde el día 1 de octubre de 2011 30.000 usuarios se encontraban probando la tarjeta Barik en el metro de Bilbao. A lo largo de los siguientes meses se fueron incorporando nuevos medios de transporte. La implantación definitiva fue a partir del 30 de septiembre de 2012, fecha en la que el sistema se abrió a todos los usuarios de forma escalonada, estando disponible para el público en general (última fase) el 11 de octubre de 2012. Convivió con los soportes antiguos de papel y banda magnética hasta el 31 de diciembre de 2013, fecha en los que dichos soportes fueron definitivamente retirados.
Julio de 2015: Ampliación de la vigencia original de cuatro años a siete años.
Diciembre de 2015: Puesta en marcha de la recarga a través de Internet.
Febrero de 2016: Puesta en marcha de la recarga con el teléfono móvil en los móviles dotados con tecnología NFC.
Noviembre de 2016: Puesta en marcha de la compra anticipada de los títulos temporales.
Marzo de 2017: Comercialización de los primeros títulos mensuales consorciados.

### Extensión a otros territorios
Tras extender la tarjeta a todo el transporte de Vizcaya, actualmente se trabaja en la extensión de la tarjeta Barik a Guipúzcoa y Álava como medio de pago:
- Guipúzcoa:
  - El 6 de mayo de 2013 se admitió la Barik en el trayecto Éibar-Ermua de Euskotren.[22]
  - El 21 de julio de 2014 se informó desde el Gobierno vasco del inicio de pruebas para la implantación de la Barik en los autobuses urbanos de San Sebastián (Dbus).[22]
  - Desde el 26 de mayo de 2016 se admite la Barik en el resto de servicios ferroviarios de Euskotren en Guipúzcoa.[23]
  - Desde el 30 de marzo de 2017 se admite la Barik en los autobuses urbanos de San Sebastián (Dbus).[24]

- Álava:
  - El 22 de diciembre de 2014 se admitió la Barik en el Tranvía de Vitoria[25]

- - El 1 de marzo de 2021 se admitió la Barik en los autobuses interurbanos de Álava (AlavaBus).

- - El 20 de septiembre de 2021 se admitió la Barik en los autobuses urbanos de Vitoria (TUVISA).

En 2018 se anuncia que el metro de Barcelona usará la patente de recarga móvil de la Barik.

## Tarjeta Bilbao Bizkaia Card
Es una tarjeta turística similar a la Barik con una validez de 24, 48 o 72 horas. Permite viajar en el transporte público ilimitadamente, el acceso prioritario a instalaciones culturales, y obtener descuentos en ocio y restaurantes.
Los precios varían en función del uso (10 € para 24h, 15 € para 48h, o 20 € para 72h). Pueden ser adquiridas en las oficinas de Bilbao Turismo o en la página oficial.